# 型別構造器
类型构造器也称类型构造子，是把若干已知类型组合成一新类型的手段。可以看作是类型的构造函数。打个比方，如果说普通的函数操作变量并产生新值，那么类型构造器就是操作类型返回新类型。
例如，数组 T[] 是若干相同类型 T 元素的有序集合，我们说从 T 类型构造出“T 的数组”这一类型的类型构造器是（后缀）[]、即“加上数组”。